# 生田清三郎
生田 清三郎（いくた きよさぶろう / せいざぶろう、1884年（明治17年）1月13日 - 1953年（昭和28年）11月7日）は、朝鮮総督府官僚。

## 経歴
徳島県名西郡石井町に坪井定三郎の三男として生まれ、生田彦平の養子となった。徳島中学校を経て、1905年（明治38年）、中央大学を卒業し、高等文官試験と弁護士試験に合格した。統監府属、朝鮮総督府事務官、殖産局水産課長、同商工課長、監察官、平安北道知事などを歴任した。1925年（大正14年）に内務局長に就任し、中枢院書記官長と日本赤十字社朝鮮総督府副総長を兼ねた。
1929年（昭和4年）に退官した後は、多獅島鉄道株式会社社長に就任した。
1945年（昭和20年）には京城府尹、京畿道知事を務めた。